# Philip Meckseper/Diskografie
Diese Diskografie ist eine Übersicht über die musikalischen Werke des deutschen Liedtexters, Komponisten und Musikproduzenten Philip Meckseper. Den Schallplattenauszeichnungen zufolge hat er bisher mehr als 28,2 Millionen Tonträger verkauft, davon alleine in seiner Heimat über 1,8 Millionen. Seine erfolgreichste Veröffentlichung ist die Autorenbeteiligung und Produktion von Lean On mit über neun Millionen verkauften Einheiten.

## Autorenbeteiligungen und Produktionen (Auswahl)
Philip Meckseper als Autor (A) und Produzent (P) in den Charts

| Jahr | Titel Interpretation                                                                              | Höchstplatzierung, Gesamtwochen, AuszeichnungChartplatzierungen (Jahr, Titel, Interpretation, Platzierungen, Wochen, Auszeichnungen, Anmerkungen) | Höchstplatzierung, Gesamtwochen, AuszeichnungChartplatzierungen (Jahr, Titel, Interpretation, Platzierungen, Wochen, Auszeichnungen, Anmerkungen) | Höchstplatzierung, Gesamtwochen, AuszeichnungChartplatzierungen (Jahr, Titel, Interpretation, Platzierungen, Wochen, Auszeichnungen, Anmerkungen) | Höchstplatzierung, Gesamtwochen, AuszeichnungChartplatzierungen (Jahr, Titel, Interpretation, Platzierungen, Wochen, Auszeichnungen, Anmerkungen) | Höchstplatzierung, Gesamtwochen, AuszeichnungChartplatzierungen (Jahr, Titel, Interpretation, Platzierungen, Wochen, Auszeichnungen, Anmerkungen) | Anmerkungen                                                   |
| Jahr | Titel Interpretation                                                                              | DE | AT | CH | UK | US | Anmerkungen                                                   |
| --- | ------------------------------------------------------------------------------------------------- | --- | --- | --- | --- | --- | ------------------------------------------------------------- |
| 2015 | Lean On A Major Lazer & DJ Snake feat. MØ                                                         | DE4 ×2Doppelplatin · (68 Wo.)DE | AT3 Platin · (58 Wo.)AT | CH1 ×2Doppelplatin · (65 Wo.)CH | UK2 ×3Dreifachplatin · (79 Wo.)UK | US4 ×4Vierfachplatin · (48 Wo.)US | Erstveröffentlichung: 2. März 2015 Verkäufe: + 9.003.333      |
| 2015 | Light It Up / Light It Up (Remix) A, P Major Lazer feat. Nyla / Major Lazer feat. Nyla & Fuse ODG | DE4 Platin · (44 Wo.)DE | AT9 Gold · (37 Wo.)AT | CH7 (44 Wo.)CH | UK7 ×2Doppelplatin · (47 Wo.)UK | US73 Platin · (20 Wo.)US | Erstveröffentlichung: 1. Juni 2015 Verkäufe: + 3.548.333      |
| 2016 | Boom A, P Major Lazer mit MOTi feat. Ty Dolla $ign, Wizkid & Kranium                              | DE38 (18 Wo.)DE | AT57 (6 Wo.)AT | — | — | — | Erstveröffentlichung: 2. Mai 2016 Verkäufe: + 160.000         |
| 2016 | Cold Water A Major Lazer feat. Justin Bieber & MØ                                                 | DE2 Platin · (30 Wo.)DE | AT1 Platin · (28 Wo.)AT | CH1 Platin · (31 Wo.)CH | UK1 Platin · (32 Wo.)UK | US2 ×4Vierfachplatin · (27 Wo.)US | Erstveröffentlichung: 22. Juli 2016 Verkäufe: + 7.360.000     |
| 2016 | Hey Baby A Dimitri Vegas & Like Mike vs. Diplo feat. Deb’s Daughter                               | DE65 (7 Wo.)DE | — | — | — | — | Erstveröffentlichung: 28. Oktober 2016 Verkäufe: + 30.000     |
| 2017 | Run Up A, P Major Lazer feat. PartyNextDoor & Nicki Minaj                                         | DE22 Gold · (17 Wo.)DE | AT37 (13 Wo.)AT | CH25 (15 Wo.)CH | UK20 Gold · (16 Wo.)UK | US66 (1 Wo.)US | Erstveröffentlichung: 26. Januar 2017 Verkäufe: + 930.000     |
| 2017 | Waterfall A Stargate feat. P!nk & Sia                                                             | DE47 (10 Wo.)DE | AT70 (6 Wo.)AT | CH38 (8 Wo.)CH | UK47 (5 Wo.)UK | — | Erstveröffentlichung: 10. März 2017 Verkäufe: + 35.000        |
| 2018 | Genius A, P LSD                                                                                   | DE79 (1 Wo.)DE | AT66 (3 Wo.)AT | CH84 (1 Wo.)CH | UK72 (2 Wo.)UK | US— GoldUS | Erstveröffentlichung: 3. Mai 2018 Verkäufe: + 855.000         |
| 2018 | Audio A LSD                                                                                       | — | — | CH75 (10 Wo.)CH | — | US— GoldUS | Erstveröffentlichung: 10. Mai 2018 Verkäufe: + 830.000        |
| 2018 | Let Me Live A Major Lazer & Rudimental feat. Anne-Marie & Mr Eazi                                 | — | — | CH99 (1 Wo.)CH | UK42 Silber · (11 Wo.)UK | — | Erstveröffentlichung: 15. Juni 2018 Verkäufe: + 235.000       |
| 2018 | Thunderclouds A LSD                                                                               | DE56 (13 Wo.)DE | AT35 Gold · (18 Wo.)AT | CH38 (21 Wo.)CH | UK17 Silber · (11 Wo.)UK | US67 Platin · (5 Wo.)US | Erstveröffentlichung: 9. August 2018 Verkäufe: + 1.725.000    |
| 2018 | Electricity A, P Silk City & Dua Lipa                                                             | DE64 (7 Wo.)DE | AT61 (3 Wo.)AT | CH46 (6 Wo.)CH | UK4 Platin · (20 Wo.)UK | US62 Platin · (10 Wo.)US | Erstveröffentlichung: 6. September 2018 Verkäufe: + 1.985.000 |
| 2019 | Don’t Lie to Me A, P Lena                                                                         | DE30 (16 Wo.)DE | AT39 (6 Wo.)AT | — | — | — | Erstveröffentlichung: 15. März 2019                           |
| 2019 | G€LD A Seeed                                                                                      | DE59 (7 Wo.)DE | — | — | — | — | Erstveröffentlichung: 20. September 2019                      |
| 2019 | Lonely A, P Diplo feat. Jonas Brothers                                                            | — | — | — | UK89 (4 Wo.)UK | US— GoldUS | Erstveröffentlichung: 27. September 2019 Verkäufe: + 650.000  |
| 2019 | Trigger A, P Major Lazer & Khalid                                                                 | — | — | CH96 (1 Wo.)CH | UK95 (1 Wo.)UK | — | Erstveröffentlichung: 25. Oktober 2019                        |
| 2020 | Looking for Me A Paul Woolford & Diplo feat. Kareen Lomax                                         | — | — | — | UK4 Platin · (35 Wo.)UK | — | Erstveröffentlichung: 10. Juli 2020 Verkäufe: + 670.000       |
| 2021 | Titans A Major Lazer feat. Sia & Labrinth                                                         | DE— aDE | — | CH82 (1 Wo.)CH | — | — | Erstveröffentlichung: 25. März 2021                           |
| Folgende Lieder erschienen nicht als Single, wurden aber durch das Album zum Download und Streaming bereitgestellt und konnten somit eine Platzierung erlangen: |                                                                                                   | | | | | |                                                               |
| |                                                                                                   | | | | | |                                                               |
| 2016 | Nothing Without You A, P The Weeknd                                                               | — | — | — | UK81 (1 Wo.)UK | US68 (1 Wo.)US | Charteinstieg: 17. Dezember 2016 Verkäufe: + 40.000           |
| 2018 | MDMA A, P Bonez MC & RAF Camora                                                                   | DE14 (3 Wo.)DE | AT12 (1 Wo.)AT | — | — | — | Charteinstieg: 12. Oktober 2018                               |

## Statistik

### Chartauswertung
|                       | DE     | AT     | CH     | UK     | US    |
| --------------------- | ------ | ------ | ------ | ------ | ----- |
| Nummer-eins-Singles   | DE—DE  | AT1AT  | CH1CH  | UK1UK  | US—US |
| Top-10-Singles        | DE3DE  | AT3AT  | CH3CH  | UK5UK  | US2US |
| Singles in den Charts | DE13DE | AT11AT | CH12CH | UK13UK | US7US |

|                       | DE    | AT    | CH    | UK    | US    |
| --------------------- | ----- | ----- | ----- | ----- | ----- |
| Nummer-eins-Singles   | DE—DE | AT—AT | CH—CH | UK—UK | US—US |
| Top-10-Singles        | DE1DE | AT1AT | CH1CH | UK2UK | US—US |
| Singles in den Charts | DE7DE | AT7AT | CH5CH | UK7UK | US4US |

## Auszeichnungen für Musikverkäufe
| Land/RegionAuszeichnungen für Musikverkäufe (Land/Region, Auszeichnungen, Verkäufe, Quellen) | Silber     | Gold       | Platin         | Diamant     | Verkäufe   | Quellen                     |
| -------------------------------------------------------------------------------------------- | ---------- | ---------- | -------------- | ----------- | ---------- | --------------------------- |
| Australien (ARIA)                                                                            | —          | 3× Gold3   | 22× Platin22   | —           | 1.645.000  | aria.com.au                 |
| Belgien (BRMA)                                                                               | —          | Gold1      | 8× Platin8     | —           | 260.000    | ultratop.be                 |
| Dänemark (IFPI)                                                                              | —          | Gold1      | 11× Platin11   | —           | 795.000    | ifpi.dk                     |
| Deutschland (BVMI)                                                                           | —          | Gold1      | 4× Platin4     | —           | 1.800.000  | musikindustrie.de           |
| Frankreich (SNEP)                                                                            | —          | 4× Gold4   | 3× Platin3     | 3× Diamant3 | 1.841.666  | infodisc.fr snepmusique.com |
| Italien (FIMI)                                                                               | —          | 2× Gold2   | 19× Platin19   | —           | 1.000.000  | fimi.it                     |
| Kanada (MC)                                                                                  | —          | 2× Gold2   | 8× Platin8     | —           | 720.000    | musiccanada.com             |
| Mexiko (AMPROFON)                                                                            | —          | 2× Gold2   | 4× Platin4     | —           | 300.000    | amprofon.com.mx             |
| Neuseeland (RMNZ)                                                                            | —          | Gold1      | 7× Platin7     | —           | 150.000    | aotearoamusiccharts.co.nz   |
| Niederlande (NVPI)                                                                           | —          | —          | 2× Platin2     | —           | 70.000     | nvpi.nl                     |
| Norwegen (IFPI)                                                                              | —          | —          | 3× Platin3     | —           | 30.000     | ifpi.no                     |
| Österreich (IFPI)                                                                            | —          | 2× Gold2   | 2× Platin2     | —           | 90.000     | ifpi.at                     |
| Polen (ZPAV)                                                                                 | —          | 2× Gold2   | 5× Platin5     | —           | 120.000    | olis.pl                     |
| Schweden (IFPI)                                                                              | —          | —          | 6× Platin6     | —           | 240.000    | sverigetopplistan.se        |
| Schweiz (IFPI)                                                                               | —          | —          | 3× Platin3     | —           | 90.000     | hitparade.ch                |
| Spanien (Promusicae)                                                                         | —          | —          | 10× Platin10   | —           | 400.000    | elportaldemusica.es         |
| Vereinigte Staaten (RIAA)                                                                    | —          | 3× Gold3   | 11× Platin11   | —           | 12.500.000 | riaa.com                    |
| Vereinigtes Königreich (BPI)                                                                 | 2× Silber2 | Gold1      | 9× Platin9     | —           | 6.200.000  | bpi.co.uk                   |
| Insgesamt                                                                                    | 2× Silber2 | 25× Gold25 | 137× Platin137 | 3× Diamant3 |            |                             |